# Patraix (distrito)
Patraix es el nombre que recibe el distrito número 8 de la ciudad de Valencia (España). Limita al norte con Olivereta, al este con Extramurs y Jesús, al sur con Poblados del Sur y al oeste con el municipio de Chirivella. Está compuesto por cinco barrios: Patraix, San Isidro, Vara de Quart, Safranar y Favara. Su población censada en 2022 era de 57.798 habitantes según el Ayuntamiento de Valencia.